# Album koncepcyjny

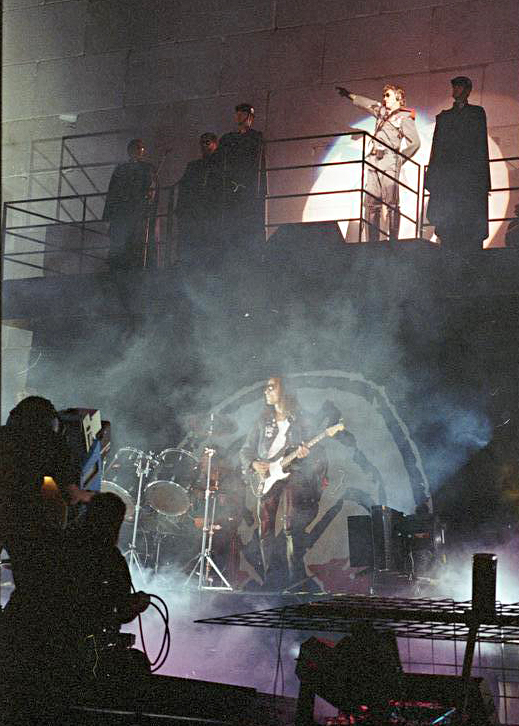
Roger Waters (salutujący na szczycie) wykonujący na żywo The Wall (1979) Pink Floyd, jeden z najbardziej znanych albumów koncepcyjnych wszech czasów

Album koncepcyjny (ang. concept album) – album muzyczny, na którym zawarte utwory tworzą całość pod względem literackim lub muzycznym i są skupione wokół pozamuzycznego tematu.

## Definicja
Dokładne zdefiniowanie albumu koncepcyjnego spotyka się z trudnościami i często pojęcie to jest raczej ujmowane intuicyjnie. Kwestia przyporządkowania albumu do tej kategorii może być kontrowersyjna ze względu na nieostrą granicę między spójnością muzyczno-tekstową i kolejnością utworów wynikającą z konceptu a wynikającą z innych względów. Przykładowo, umieszczenie piosenki The Show Must Go On na końcu albumu Innuendo Queen nie jest przypadkowe, gdyż jest on podsumowaniem działalności tego zespołu, jednak nie jest to wystarczające do uznania całej płyty za album koncepcyjny. Niektóre albumy mogą być przez to uważane za koncepcyjne przez jednych, a nieuznawane przez innych. Przykładem jest Aqualung Jethro Tull, który, co prawda ma pewne motto związane z grafiką na okładce i tytułowym bohaterem, ale według niektórych nie są one w istocie związane z treścią poszczególnych utworów.
W większości albumy koncepcyjne są zbudowane z utworów słowno-muzycznych, przez co w niektórych opracowaniach definiowane są w oparciu o spójność tekstową, choć wyjątkowo zdarzają się albumy koncepcyjne zawierające jedynie utwory instrumentalne (np. The Six Wives of Henry VIII Ricka Wakemana). Album koncepcyjny może być dziełem jednego wykonawcy lub wielu wykonawców (np. Miniatures: A Sequence of Fifty-one Tiny Masterpieces). Na całość konceptu składa się w większości wypadków też oprawa graficzna (okładka, wkładka) albumu. Przemyślana koncepcja albumu tego typu powoduje, że często utwory nie tylko są powiązane, ale ich kolejność nie jest przypadkowa, tworząc narrację (np. historia Pinka w The Wall Pink Floyd), choć czasem jedynie oscylują one wokół jednego tematu nie tworząc fabuły (np. Tales from Topographic Oceans Yes opisujące zdobywanie wiedzy tajemnej). Jako kryterium wyróżniania tego typu albumu brana jest również deklaracja samych twórców, choć bywa ono podważane. Kolejnym kryterium jest przystawanie konceptu do całego albumu, tzn. według niektórych badaczy album można uznać za koncepcyjny jedynie w całości, co wyklucza albumy, w których koncept dotyczy jedynie części płyty. W takim przypadku spójną część albumu można uznać za suitę rockową. Suita rockowa lub opera rockowa może pokrywać się z albumem, a wówczas – po spełnieniu pozostałych warunków – jest on jednocześnie suitą, operą i albumem koncepcyjnym (np. Metropolis Pt. 2: Scenes from a Memory Dream Theater).
Często motywem nadającym koncept albumowi jest jakieś wcześniejsze dzieło – zwykle tekst, ale też film lub dzieło plastyczne. Można je uznać wówczas za adaptację. Przykładem są Dust and Dreams Camela inspirowany Gronami gniewu Steinbecka lub Der Prozess Armii inspirowany Procesem Kafki.

## Historia
Początki albumu koncepcyjnego sięgają lat trzydziestych i związane są w jazzową wokalistką Lee Wiley oraz wytwórnią Liberty Records. W latach 40. zalążki albumów koncepcyjnych stworzyli m.in. pianista Pete Johnson oraz muzyk folkowy Woody Guthrie.
Poruszając temat albumu koncepcyjnego nie można zapomnieć o płycie Johnny’ego Casha z 1960 roku – Ride This Train, która uważana jest przez część znawców tematu za faktycznie pierwszy album koncepcyjny. Rok później Johnny Cash nagrał drugi album koncepcyjny – The Lure of the Grand Canyon, opowiadający o Wielkim Kanionie (płyta zawiera autentyczne dźwięki nagrane w kanionie).
Jedną z pierwszych prób nagrania albumu stanowiącego całość był The Doors z roku 1967, w którym kolejno następujące piosenki połączone są wspólną ideą, prowadzą wzajemny dialog i uzupełnienie. W zamyśle Jima Morrisona pierwsza (Break on Through) i ostatnia (The End) piosenka – miały tworzyć pętlę odsyłającą do ponownego przesłuchania albumu od początku. Jednymi z najważniejszych albumów koncepcyjnych lat 60. są: Are You Experienced Jimiego Hendriksa, Sgt. Pepper’s Lonely Hearts Club Band zespołu The Beatles i Pet Sounds grupy The Beach Boys.
Pierwszym polskim albumem koncepcyjnym była płyta Mrowisko zespołu Klan z roku 1971.
W latach 70., kiedy nastąpiła popularyzacja muzyki rockowej, zaczęto rozróżniać dwa rodzaje albumów: tworzące spójność pod względem muzycznym jak The Dark Side of the Moon zespołu Pink Floyd oraz tworzące fabularną całość jak The Wall tego samego zespołu.
Jednym z przykładów albumów koncepcyjnych jest wydany w 1974 roku przez grupę Genesis The Lamb Lies Down on Broadway. Muzycznie album różnił się od poprzednich płyt Genesis, ponieważ został zdominowany przez dźwięki instrumentów klawiszowych. Warstwa literacka opowiadała o Raelu, który zstępuje do podziemi Nowego Jorku i spotyka tam liliowo-białą Lilith, Lamie, Kolonię Oślizgłych, doktora Dypera, który go kastruje i czarnego Kruka, który dziobie jego jądra. Teksty nie poddawały się łatwej interpretacji, a muzyka sprowadziła się do roli dźwiękowej ilustracji.